# Kleinwalsertal
Le Kleinwalsertal (ou Kleines Walsertal) est une vallée alpine relevant du Vorarlberg en Autriche. Il fait partie du district de Bregenz et correspond à la commune de Mittelberg. Il comprend trois localités : Mittelberg (avec le hameau de Baad), Hirschegg et Riezlern et a environ 5 000 habitants.

## Géographie

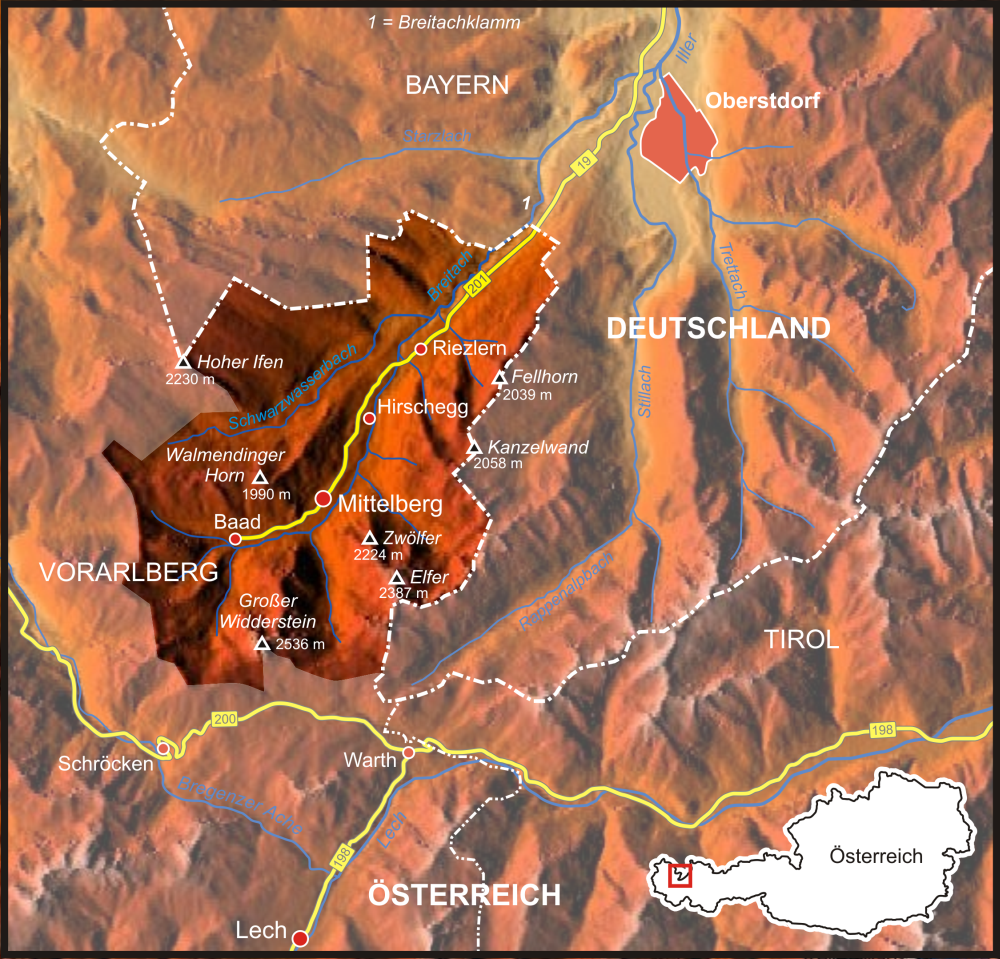
Carte du Kleinwalsertal.

La vallée est située dans la partie septentrionale des Alpes à une altitude de 1 100 à 1 250 m ; elle a une superficie de 97 km2. Sa longueur est d'environ 15 km et sa largeur d'environ 6,5 km. Il s'agit d'un fond de vallée des Alpes d'Allgäu qui s'ouvre vers la Bavière. Bien que non enclavé géographiquement, le Kleinwalsertal a la particularité de ne posséder aucune liaison routière avec le reste du Vorarlberg et de l'Autriche, les communications se faisant par une route unique débouchant sur le territoire allemand dans la région d'Oberstdorf. Restant sous la souveraineté autrichienne, le Kleinwalsertal fait partie aujourd'hui de l'espace économique allemand.
La plus haute montagne de la vallée est le Großer Widderstein avec une altitude de 2 536 m.
Les affluents de la Breitach ont formé le Bärgunttal, le Derratal et le Duratal. À droite du ruisseau de montagne se trouvent les vallées latérales Wildental et Gemsteltal, à gauche commence le Schwarzwassertal.

## Histoire
La vallée a été peuplée vers 1270 par les Walser, un groupe ethnique qui a migré du Haut-Valais (Suisse). Le dialecte a assez bien survécu et diffère considérablement de ses voisins du Vorarlberg et de l'Allgäu.
Dans un hôtel du village d'Hirschegg, le contrôleur général des armées français Robert Jacomet, par suite notamment du procès de Riom, a été détenu par le régime nazi.

## Culture

### Festival de littérature
Depuis 2017, des auteurs et protagonistes présentent leurs œuvres dans le cadre du festival de littérature Kleinwalsertal. Il y a des lectures, des slams et batailles de poésie, et des lectures dramatiques avec rondes de discussion.

### Bergschau 1122
C'est une exposition permanente dans le centre événementiel Walserhaus avec des sessions interactives sur la géologie, la nature et la culture dans le Kleinwalsertal.

### Désalpe
Ce jour-là, le bétail qui a passé l'été dans l'alpage est conduit jusqu'à la vallée, puis remis aux propriétaires au point de séparation. Il réunit plus de 700 animaux qui viennent de quatre alpages différents.

### Funken
Le Funken (en français : « étincelles ») est une ancienne coutume alémanique qui a été reprise du Montafon et a eu lieu pour la première fois dans le Kleinwalsertal dans les années 1990. Les étincelles chassent la sorcière hivernale et cela devrait faire place au printemps. En mars 2019, le Funken a repris pour la première fois depuis 2012 et se poursuit traditionnellement tous les deux ans à Bödmen.

### Festival de cor des Alpes

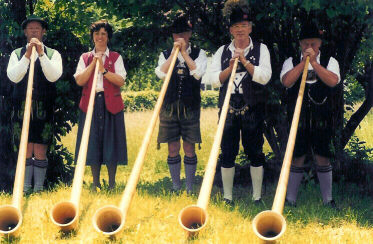
Souffleurs des cors des Alpes.

Tous les deux ans, les cornes des Alpes résonnent dans les vallées ou depuis les montagnes. Il y a des petits concerts, des cours et la grande finale avec des concerts de groupes de cor des Alpes renommés d'Autriche, d'Allemagne et de Suisse.

## Tourisme
La vallée est la troisième destination touristique d’Autriche. La branche économique la plus importante pendant des siècles, l’agriculture, n’a plus qu’une signification marginale. Dès 1960, le nombre de nuitées a atteint un million. En 2001-2002, le nombre de nuitées était de 1 678 180 pour une capacité de 12 000 lits.
La liaison vers le nord a permis aussi le développement du tourisme : le trajet Stuttgart-Walsertal ne dure par exemple que 2 heures et demi.
La vallée est la destination d’excursions, principalement des familles avec enfants et des seniors. L’offre de sentiers de promenades courtes et de randonnées sans difficultés est large et balisée. La mobilité sans véhicule personnel est assurée par le Walserbus qui est gratuit pour tous les touristes utilisateurs de la Walsercard et qui ont payé leur taxe de séjour[pertinence contestée].
Le tourisme estival rejoint le tourisme hivernal sur le plan de la fréquentation. Le ski est au centre du tourisme hivernal. Les infrastructures sont composées de 30 téléskis, 6 télésièges et 2 télécabines, plus de 56 km de pistes préparées. S’ajoutent 42 km de pistes de ski de fond entre les altitudes 1 050 à 1 260 m. En outre, il y a des pistes de luge.
Le tourisme estival s’articule autour de la randonnée, l'escalade, le trail running et le VTT.

## Régime légal
Le Kleinwalsertal est une zone d'exclusion douanière depuis 1891, permettant un commerce sans droits de douane avec les régions bavaroises voisines. Ce statut a perdu de son importance après l'adhésion de l'Autriche à l'UE en 1995. Avant cette date, les biens autrichiens devaient être déclarés en douane en Allemagne, tandis que les biens allemands pouvaient être achetés sans droits de douane. Des tarifs postaux et des codes postaux spécifiques étaient en vigueur,. Aujourd'hui, la police autrichienne ne peut pas transporter des ressortissants allemands arrêtés via l'Allemagne, et les livraisons depuis l'UE (hors Autriche) sont exonérées de TVA sous certaines conditions. Le taux de TVA applicable est de 19 %, aligné sur celui de l'Allemagne, et le carburant est soumis à la taxe allemande sur les minéraux.